# Swarożyn
Swarożyn  (deutsch Swaroschin, 1942–1945 Paleskenhof, kaschubisch Swôròżënò) ist ein Dorf in der Landgemeinde Tczew im Powiat Tczewski (Dirschau) der polnischen Woiwodschaft Pommern.

## Lage
Swarożyn liegt im Süden der Landgemeinde Tczew, etwa 10 Kilometer südwestlich von Tczew.

## Geschichte
Nach dem Ersten Weltkrieg kam Swaroschin wie der größte Teil Westpreußens infolge des Versailler Vertrags zu Polen. Während des Zweiten Weltkriegs war Swaroschin von den Deutschen besetzt und wurde infolge der Germanisierung fremdländisch klingender Ortsnamen in Paleskenhof umbenannt.
Heute ist der Ort Teil der Gmina Tczew und Sitz eines Schulzenamtes (polnisch Sołectwo). Bis 1998 gehörte der Ort Woiwodschaft Danzig, seitdem zur Woiwodschaft Pommern.

## Kirche

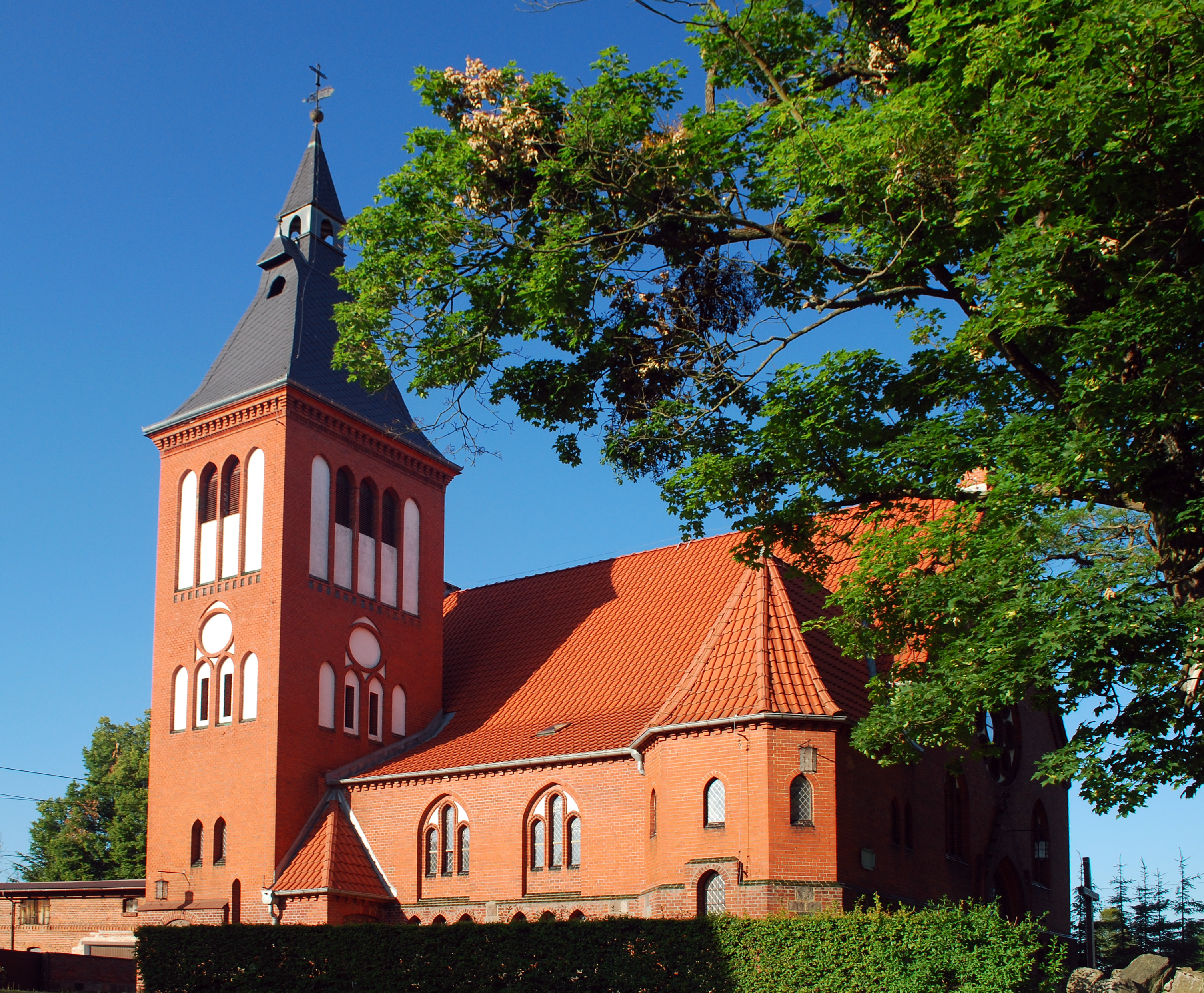
Kirche in Swaroschin

In Swarożyn befindet sich eine katholische Kirche, die dem Heiligen Andrzej Bobola geweiht ist. Vermutlich wurde bereits Ende des 16. Jahrhunderts eine Kapelle errichtet, 1649 wird eine der heiligen Katharina geweihte Kapelle erwähnt. Infolge der Ersten Teilung Polens kam der Ort 1772 zu Preußen, wodurch zu der mehrheitlich katholischen Bevölkerung immer mehr evangelische Deutsche hinzukamen. 150 Jahre später war der Ort wieder polnisch und man beschloss, eine selbstständige katholische Kirchgemeinde zu gründen.
1925 wurde eine Kapelle fertiggestellt, ab 1935 besaß der Ort einen eigenen Friedhof. Am 1. Juli 1937 wurde die Kirchgemeinde offiziell gegründet, die die Orte Swarożyn, Wędkowy, Zabagno, Goszyn, Liniewko, Zwierzynek, Młynki, Polesie, Zduny, Waćmierz und Waćmierek umfasste. Der Bau der Kirche wurde durch den Ausbruch des Zweiten Weltkrieges unterbrochen, das Bauwerk wurde im Juli 1945 fertiggestellt. 1947 kam der Ort Szpęgawsk zur Kirchgemeinde hinzu.

## Verkehr
Bei Swarożyn kreuzen sich die Autostrada A1, die von Danzig nach Toruń (Thorn) führt und die Droga krajowa 22, die Starogard Gdański (Preußisch Stargard) mit Malbork (Marienburg) verbindet. Westlich am Ort vorbei führt die Bahnstrecke Tczew–Chojnice, an der Regionalzüge in Swarożyn halten.